# Herbesthal

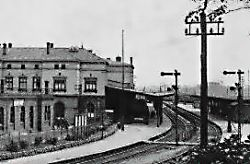
Het voormalige station van Herbesthal

Herbesthal (Nederlands, Platdiets en Limburgs: Herbestal) is een dorp in de gemeente Lontzen in de Duitstalige Oostkantons in de Belgische provincie Luik.
Herbesthal is vastgebouwd aan de officieel Franstalige gemeente Welkenraedt. De grens tussen beide plaatsen vormt de Neutralstraße/Rue Mitoyenne (N67). Deze weg is tevens de grens tussen de Duitstalige gemeenschap en de Franse gemeenschap van België. Tot 10 januari 1920, toen de regio Eupen-Malmedy op grond van het in 1919 gesloten Verdrag van Versailles Belgisch werd, vormde de weg de grens tussen het Duitse Keizerrijk en België. De bevolking van Herbestal is overwegend Duitstalig. Er woont een kleine Franstalige minderheid. In het dagelijkse leven spreekt men echter voornamelijk het regionale Limburgse dialect Platdiets.
In de periode dat de plaats deel uitmaakte van het Duitse Keizerrijk (na 1815 tot 1918) is de naam van de plaats onjuist verduitst
van Herbestal naar Herbesthal. In het lokale Platdietse dialect, het Limburgs en ook het Nederlands wordt echter nog steeds de oorspronkelijke Platdietse naam gebruikt: Herbestal.
Vanaf het station Herbesthal vertrok vroeger naast de trein ook een tram van de NMVB naar Eupen.

## Geschiedenis
Tot de opheffing van het hertogdom Limburg hoorde Herbesthal tot de Limburgse hoogbank Baelen. Net als de rest van het hertogdom werd Herbestal bij de annexatie van de Zuidelijke Nederlanden door de Franse Republiek in 1795 opgenomen in het toen gevormde departement Ourthe. In 1815 kwam het aan Pruisen (en was toen een grensplaats) en in 1920 aan België. Het station van Herbesthal werd toen een belangrijk grensstation, waar allerlei faciliteiten kwamen die erbij hoorden, zoals douane, internationale transportbedrijven en andere bedrijvigheid. In 1965 kwam hieraan echter een einde: Het station werd verplaatst en de grens werd van steeds minder belang. In 1983 werd het stationsgebouw, samen met de bijbehorende gebouwen, gesloopt.
Herbestal is nooit een zelfstandige gemeente geweest, maar wordt door de gemeente Lontzen wel als een volwaardige deelgemeente erkend.

## Bezienswaardigheden
- Onze-Lieve-Vrouw Visitatiekerk

## Natuur en landschap
Herbesthal ligt in het Land van Herve, op een hoogte van ongeveer 260 meter.

## Taal
Naast het in het onderwijs en door de plaatselijke overheid gebruikte Duits spreekt de plaatselijke bevolking voornamelijk het regionale dialect Platdiets; een Limburgs dialect. Ook in het nabij gelegen Welkenraedt spreekt men Platdiets. Beide plaatsen maken namelijk deel uit van de Platdietse streek.

## Nabijgelegen kernen
Welkenraedt, Eupen, Lontzen
Deelgemeenten: Herbesthal · Lontzen · Walhorn

Overige kernen: Astenet · Busch · Merols · Rabotrath

Belgische gemeenten · Duitstalige Gemeenschap · Arrondissement Verviers · Luik · Wallonië